# Véronique Müller
Véronique Müller (Murten, 9 de fevereiro de  1948) é uma cantora helvética.

## Biografia
Antes de iniciar a sua carreira músical foi secretária de Petula Clark. Esteve em Inglaterra, onde foi aluna de Freddie Winrose produtor de Shirley Bassey.
Véronique Müller representou a Suíça no Festival Eurovisão da Canção 1972 com a canção  C'est la chanson de mon amour ("É a canção do meu amor" ) onde terminou em oitavo lugar.